# 콰우틀리

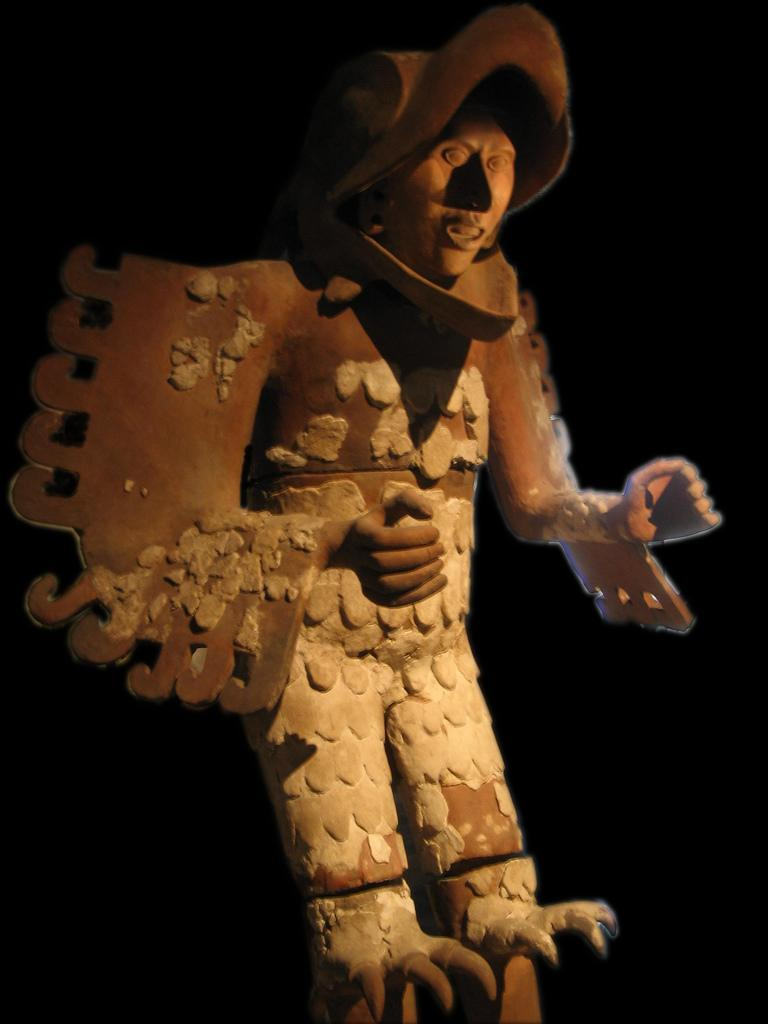
테노치티틀란의 템플로 마요르 발굴 중에 발견된 콰우틀리의 동상

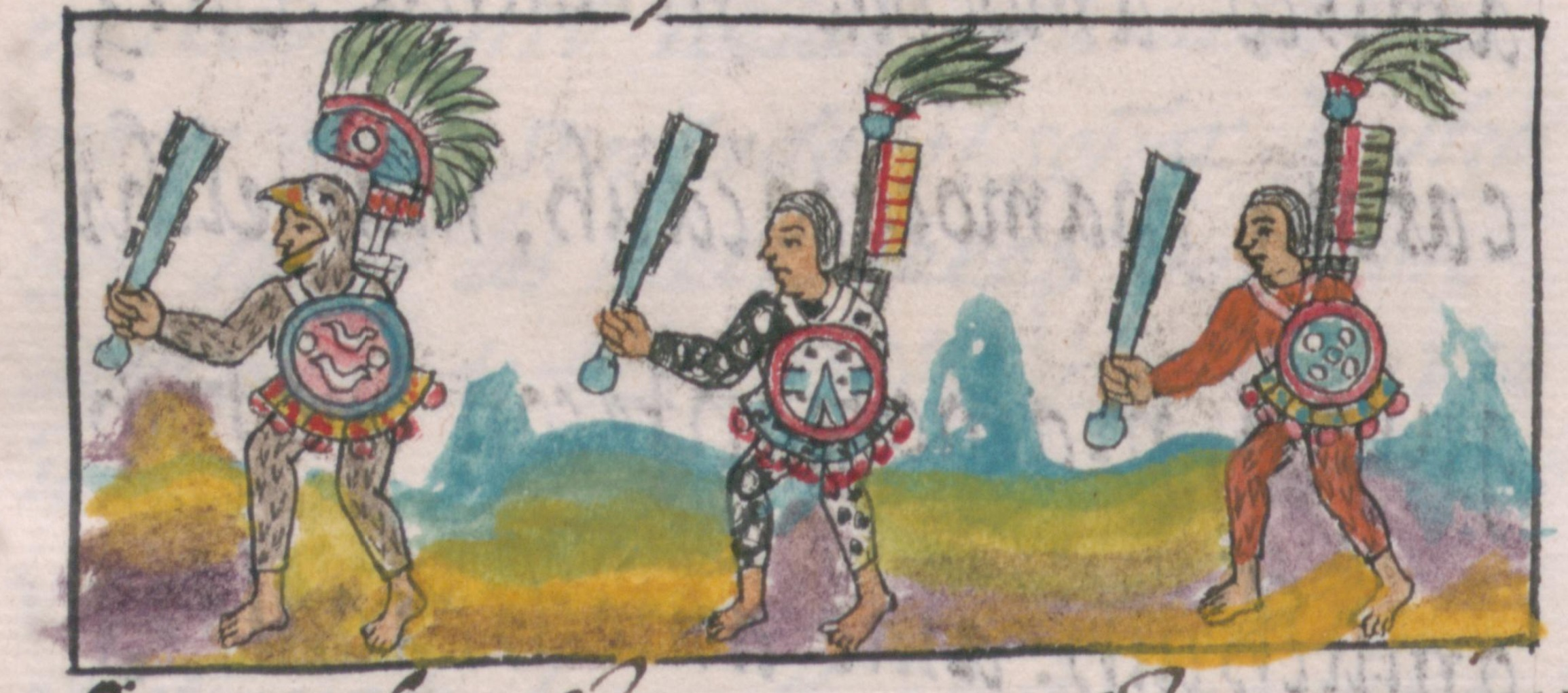
피렌체 코덱스에서 마쿠아후이틀을 들고 있는 것으로 묘사된 독수리 전사(왼쪽)

콰우틀리(나와틀어: cuāuhtli) 또는 독수리 전사는 아즈텍군에서 오셀로틀과 함께 두 개의 주요 군사 특수 부대 집단 중 하나였다. 이들은 콰우틀로셀로틀('uāuhocēlōtl)이라고 불리는 아즈텍 전사의 일원이었다. 콰우틀로셀로틀이라는 단어는 독수리 전사 콰우틀리(cuāuhtli)와 재규어 전사 오셀로틀(ocēlōtl)에서 파생된다. 이 군사 집단은 귀족 출신의 가장 용감한 병사들과 전투에서 가장 많은 수의 포로를 잡은 사람들로 구성되었다. 모든 아즈텍 전사 중에서 그들은 가장 두려운 존재였다. 독수리 전사들은 재규어 전사들과 함께 평민으로서 귀족들에게만 접근을 제한하지 않은 유일한 계급들이었고, "마크슈왈리"가 때때로 특별한 공로로 인정되었다.
아즈텍 전사들의 삶은 끊임없는 전투의 하나였으며 이 지속적인 전쟁의 주된 목적은 포로를 잡아 그들의 신에게 제물로 바치는 것이었다. 그러나 아즈텍 제국이 확장됨에 따라 제국의 규모와 세력 확장이 점점 더 중요해졌다.
현재 문화에서 독수리 전사는 아즈텍 문화를 대표하며 멕시코 전통이다. 일부 회사는 멕시코의 고대 문화에 대한 기억, 힘, 공격성, 경쟁력을 나타내는 상징으로 독수리 전사를 사용한다. 예를 들어 아에로멕시코의 로고는 콰우틀리를 보여준다.

## 같이 보기
- 오셀로틀

## 참고 문헌
- Anawalt, Patricia Rieff, and Frances Berdan. 1997. The Essential Codex Mendoza. Berkeley: University of California Press.
- Barbosa-Cano, Manlio. "Huaxyacac: Aztec Military Base on the Imperial Frontier,"Economies and Polities in the Aztec Realm. Albany: Institute for Mesoamerican Studies, University at Albany, State University of New York, 1994.
- Boone, Elizabeth Hill. The Aztec World. Smithsonian Institution: Washington D.C., 1994.
- Carrasco, David. The Aztecs: A Very Short Introduction. Very Short Introductions. Oxford: Oxford University Press. 2012.
- Davies, Nigel. "The Mexica Military Hierarchy as Described by Sahagun," The Work of Bernandino de Sahagun: Pioneer Ethnographer of Sixteenth-Century Aztec Mexico. Austin: University of Texas Press, 1988.
- Garcia Payon, Jose. Revista Mexicana de Estudios Anthropologicas. Los Monumentos arqueologicos de Malinalco. 1947.
- Smith, Michael E. The Aztecs. 3rd Ed.  West Sussex: Blackwell Publishing, 2012.
- Smith, M. 2012, 162.
- Smith, M. 2012, 173–174.